# Oldradus de Ponte
Oldradus de Ponte (mort el 1335) va ser un jurista italià nascut a Lodi, actiu en la cúria romana a començaments del segle xiv. Anteriorment havia estat professor en la Universitat de Pàdua. Segons Joseph Canning va ser una autoritat tant en el dret canònic com en el dret civil, i la seva consilia («opinions legals») són els documents sobre el tema més antics que es conserven.

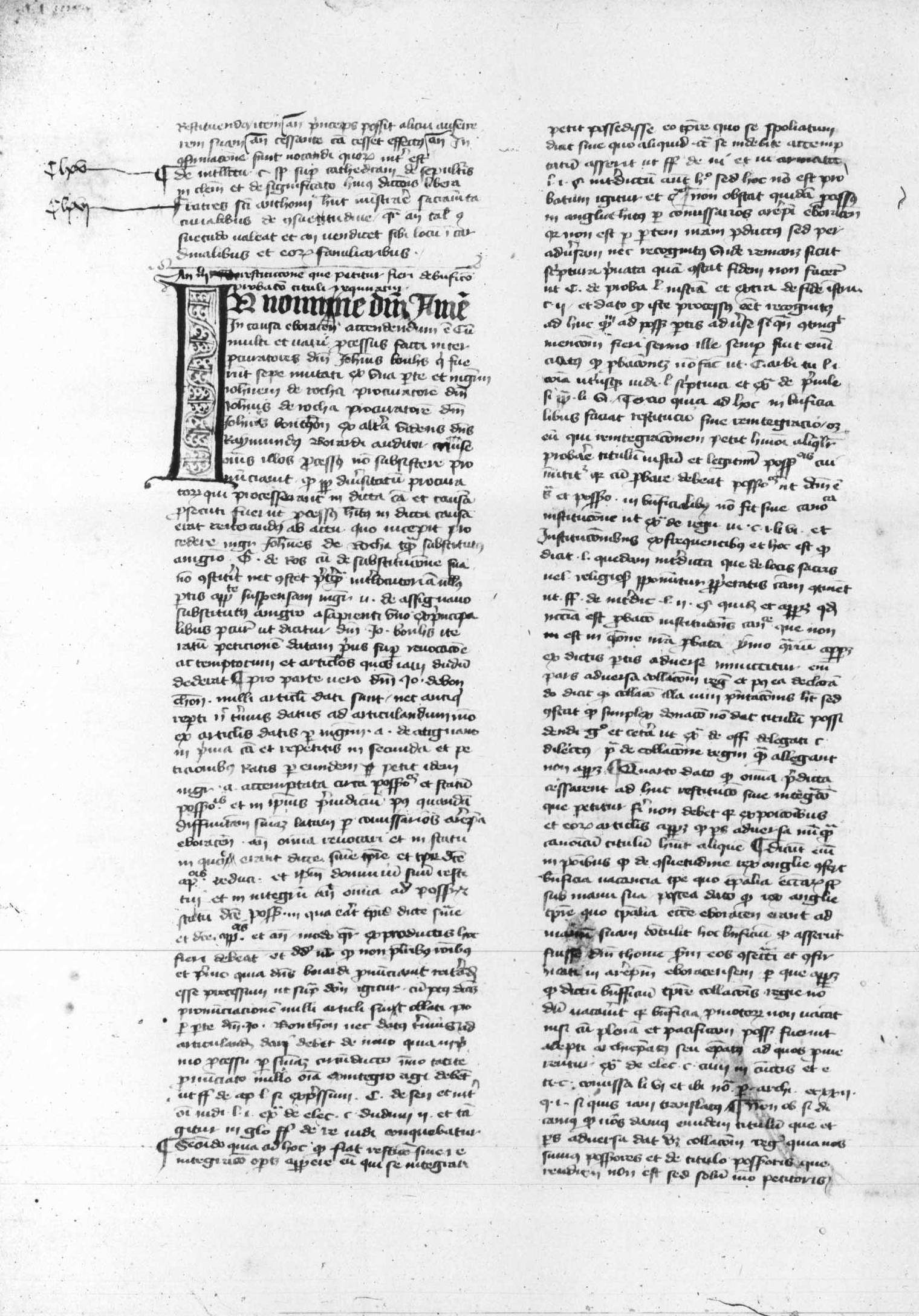
Consilia, manuscrit del segle XIV-XV. Bordeaux, Bibliothèque municipale.